# Ziehklinge

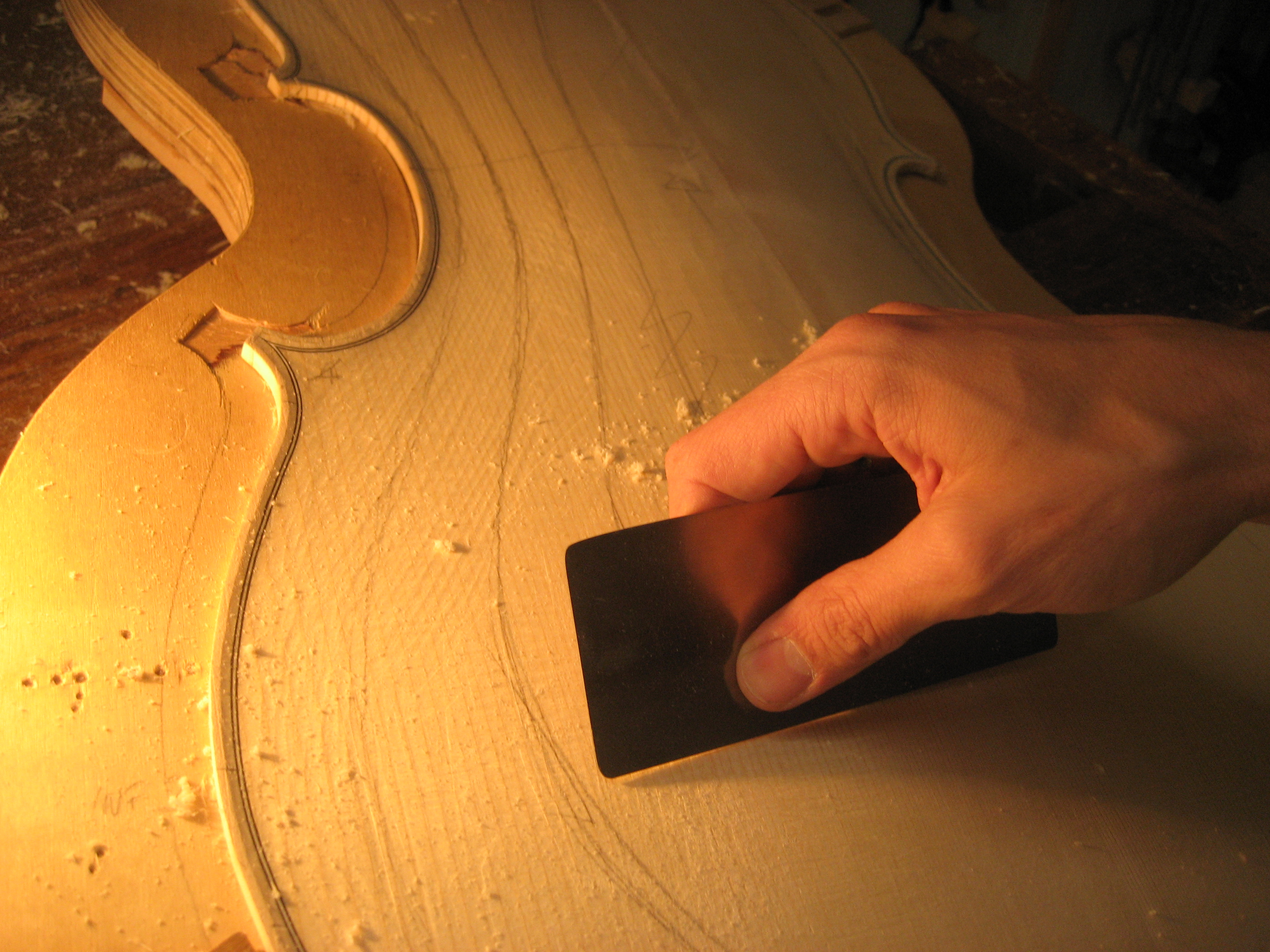
Glättung eines Geigenbodens mit einer Ziehklinge. Die Hand bewegt sich im Bild nach hinten.

Eine Ziehklinge ist ein spanabhebendes Werkzeug zum Glätten und Reinigen von Oberflächen aus Holz, Kunststoff oder weichem Metall. Der Span wird durch einen feinen, „angestrichenen“ Grat abgenommen; so wird weniger Material abgetragen als beim Hobel mit seiner Schneide.
Die Ziehklinge ist aus einem Stück dünnem Werkzeugstahl gefertigt und ein bis drei Millimeter stark. Es gibt sie rechteckig, um ebene Flächen zu bearbeiten, meist um 150 mm × 70 mm groß, und mit gerundeten Klingen in verschiedenen Radien für konkave und konvexe Werkstücke. Ziehklingen können aus dem Blatt von abgenutzten Sägeblättern geschnitten werden.

## Anwendung

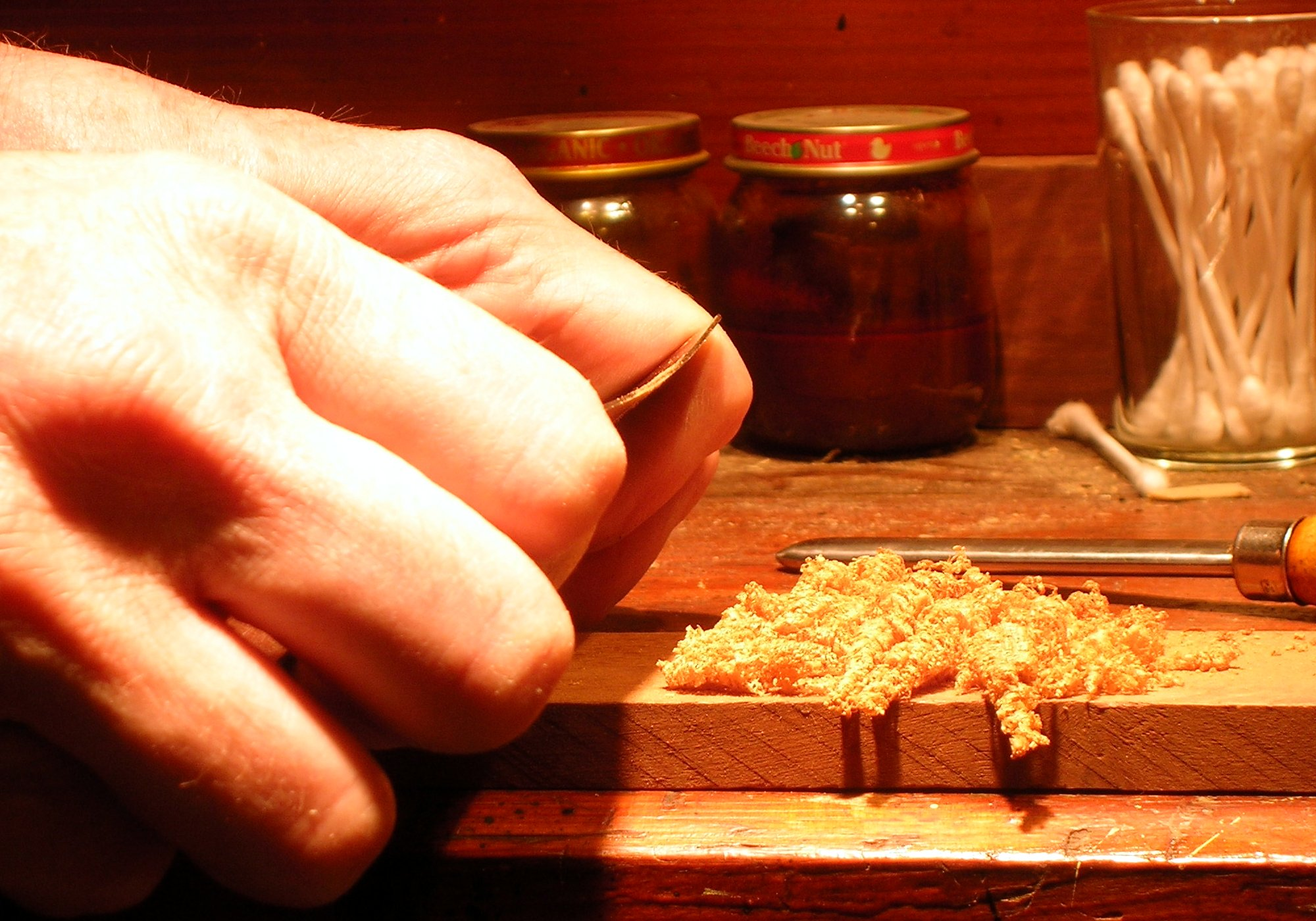
Die Ziehklinge wird hier beidhändig und recht flach geführt. Im Bild wird nach rechts gezogen.

Die Ziehklinge kann gezogen oder geschoben werden. Um einen größeren Materialabtrag zu erzielen, wird sie mit beiden Händen gefasst. Wird sie dabei vom Körper weg bewegt, ist es üblich, sie mit den Daumen etwas durchzudrücken. Die resultierende Krümmung verringert die Gefahr, dass die Ecken der Klinge Furchen in die Oberfläche ziehen.
Unter anderem werden Ziehklingen bei Stuhlmachern, im Formbau und zur Überarbeitung der Laufflächen von Skiern und Snowboards eingesetzt.
Von Parkett- und Holzbodenlegern werden alte Beschichtungen mit der Ziehklinge abgetragen und die Oberfläche aufgefrischt.
Zum Herstellen eines Profils kann eine Ziehklinge benutzt werden, indem die Klinge in der Form des gewünschten Profils abgetragen wird, z. B. durch Feilen oder Stanzen. Zur wiederholgenauen Bearbeitung von Profilleisten wird die Ziehklinge in ein Gestell eingespannt und bildet damit einen sogenannten Ziehstock. Das handgeführte Äquivalent einer eingespannten Profil-Ziehklinge in einem Griff (möglicherweise mit zusätzlichem verstellbarem Anschlag) ist als Profilschabhobel oder Kratzstock bekannt.

## Ziehklingenhobel
Bei einem Ziehklingenhobel wird eine Ziehklinge eingespannt, um große Flächen abzuziehen sowie Leimspuren und Papierreste nach dem Furnieren zu entfernen. Er hat wie der Schabhobel einen kurzen Hobelkörper mit zwei seitlichen Griffen. Zum Schärfen ist die Ziehklinge einfach auszuwechseln.

## Schärfen

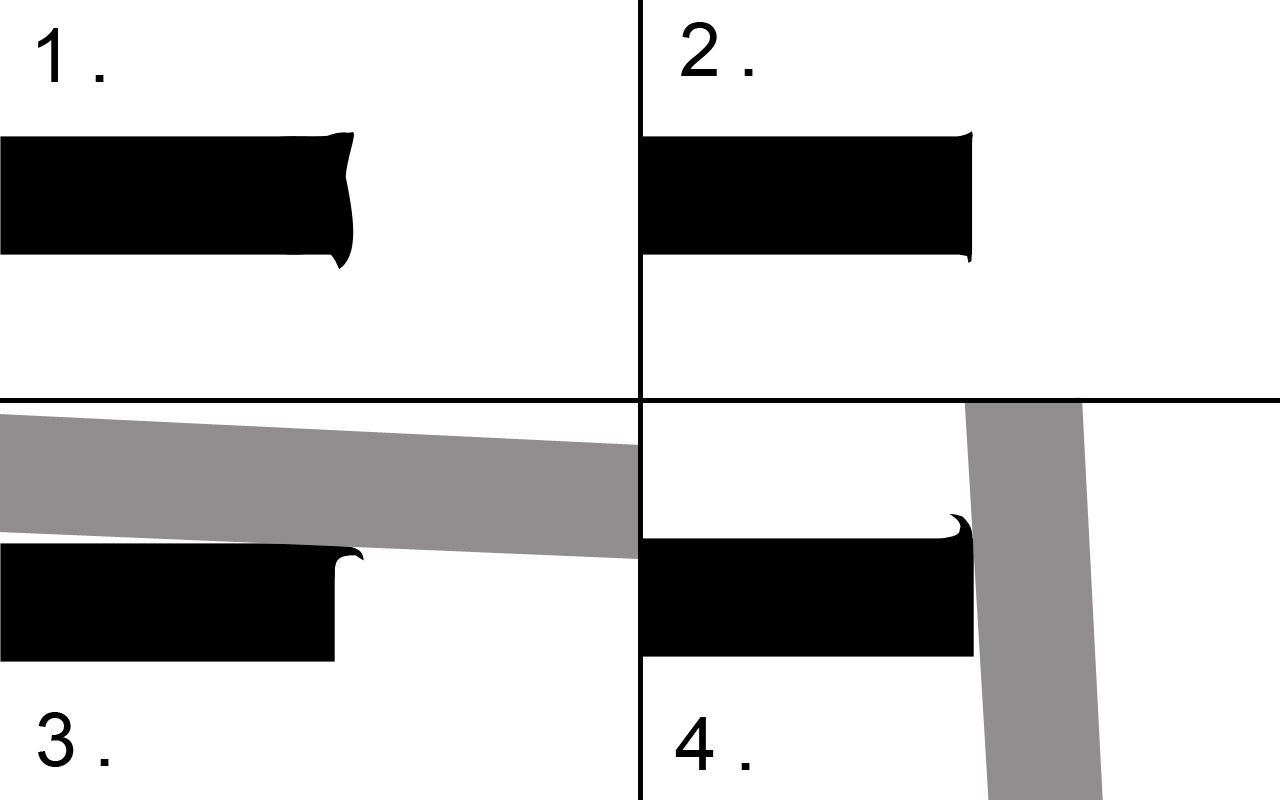
Die unregelmäßig abgenutzte Kante einer Ziehklinge wird zunächst durch Schleifen begradigt (Bild 2). Sie wird sodann annähernd parallel am Ziehklingenstahl vorbei geführt, um den beim Schleifen entstandenen Grat zu brechen oder zu glätten (Bild 3). Der nutzbare Grat bildet sich, indem die Kante anschließend fast rechtwinklig über den Stahl gezogen wird (Bild 4).

Indem die Kante der Ziehklinge im rechten Winkel über die gerundete Kante eines gehärteten Stahls gezogen wird, bildet sich an der Ziehklinge ein feiner, scharfer Grat, der als Schneide dient, um Späne aus der Holzoberfläche zu schneiden oder Beschichtungen zu entfernen. Die eigentliche Schneide liegt also nicht, wie üblich, in der Werkzeugebene, sondern steht im rechten Winkel von der Kante der Ziehklinge ab und ist so fein, dass sie kaum sichtbar ist. Die Lage und Schärfe des Grats kann durch das Überstreichen mit dem Finger ermittelt werden.
Ein einfaches Werkzeug zum „Nachschärfen“ der Klinge ist der Ziehklingenstahl. Es sind verschiedene Vorrichtungen erhältlich, um das Nachschärfen zu vereinfachen, die oft als Gratzieher bezeichnet werden.
Eine stumpfe Ziehklinge ist ein schabendes Werkzeug, da bei dieser Freiwinkel und Keilwinkel zusammen mehr als 90 Grad betragen. Bei einer Klinge mit scharfem Grat wäre dies nur der Fall, wenn diese ausnahmsweise sehr flach über das Werkstück gezogen würde.

## Weblinks

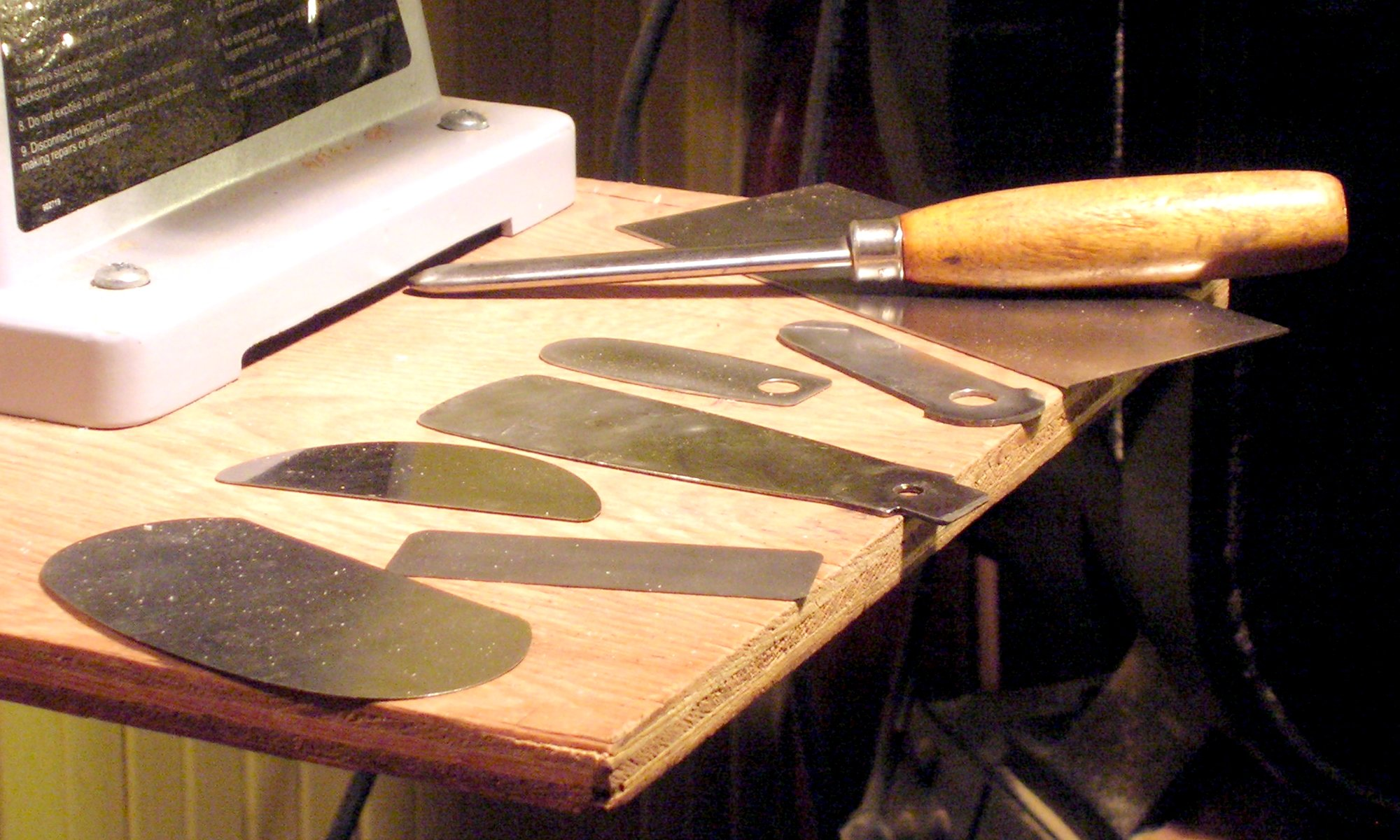
Verschiedene Ziehklingen, teilweise mit Loch zur Aufnahme an einem Werkzeugschaft mit Griff, sowie ein Ziehklingenstahl.
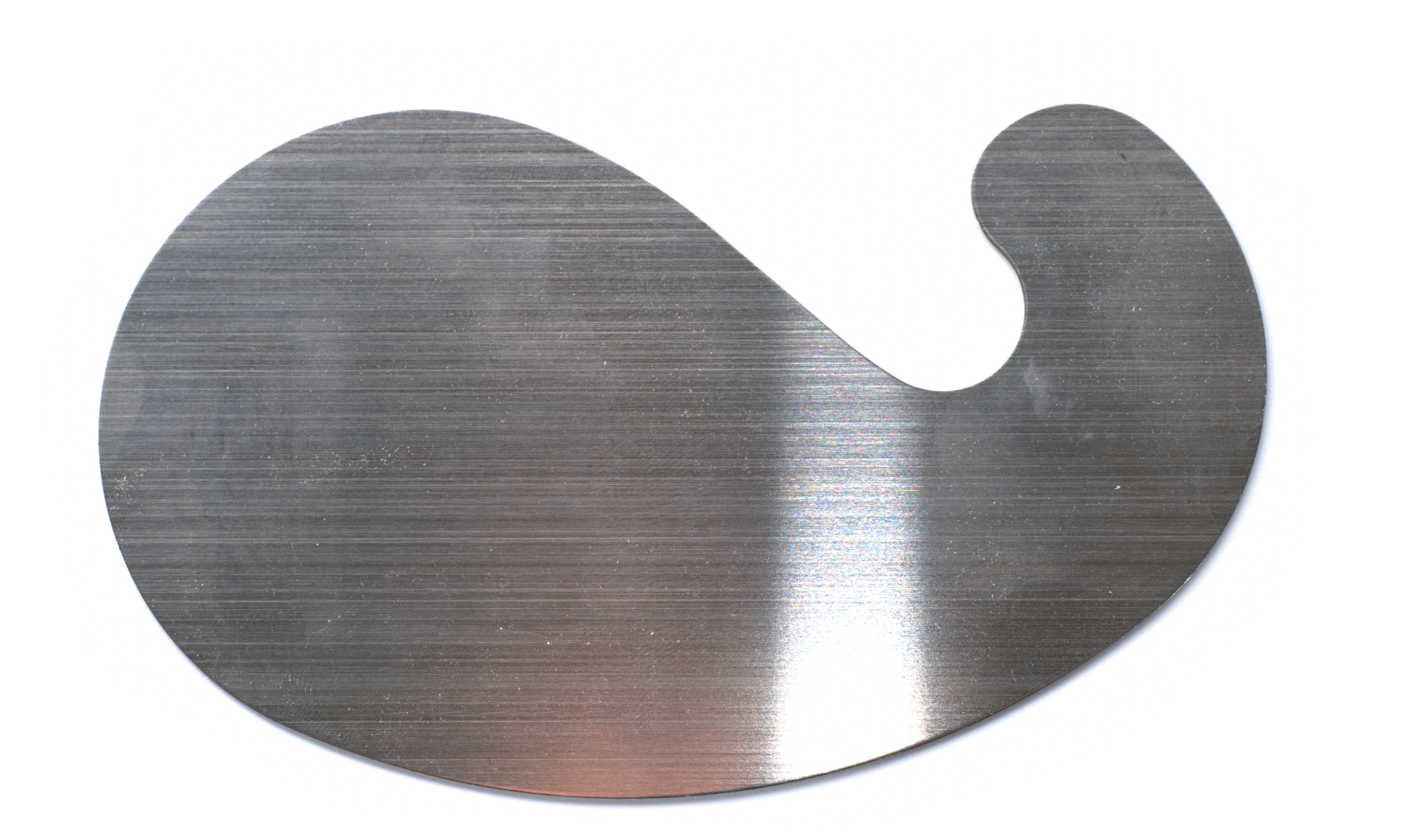
Schwanenhalsziehklinge für konkave Oberflächen verschiedener Radien
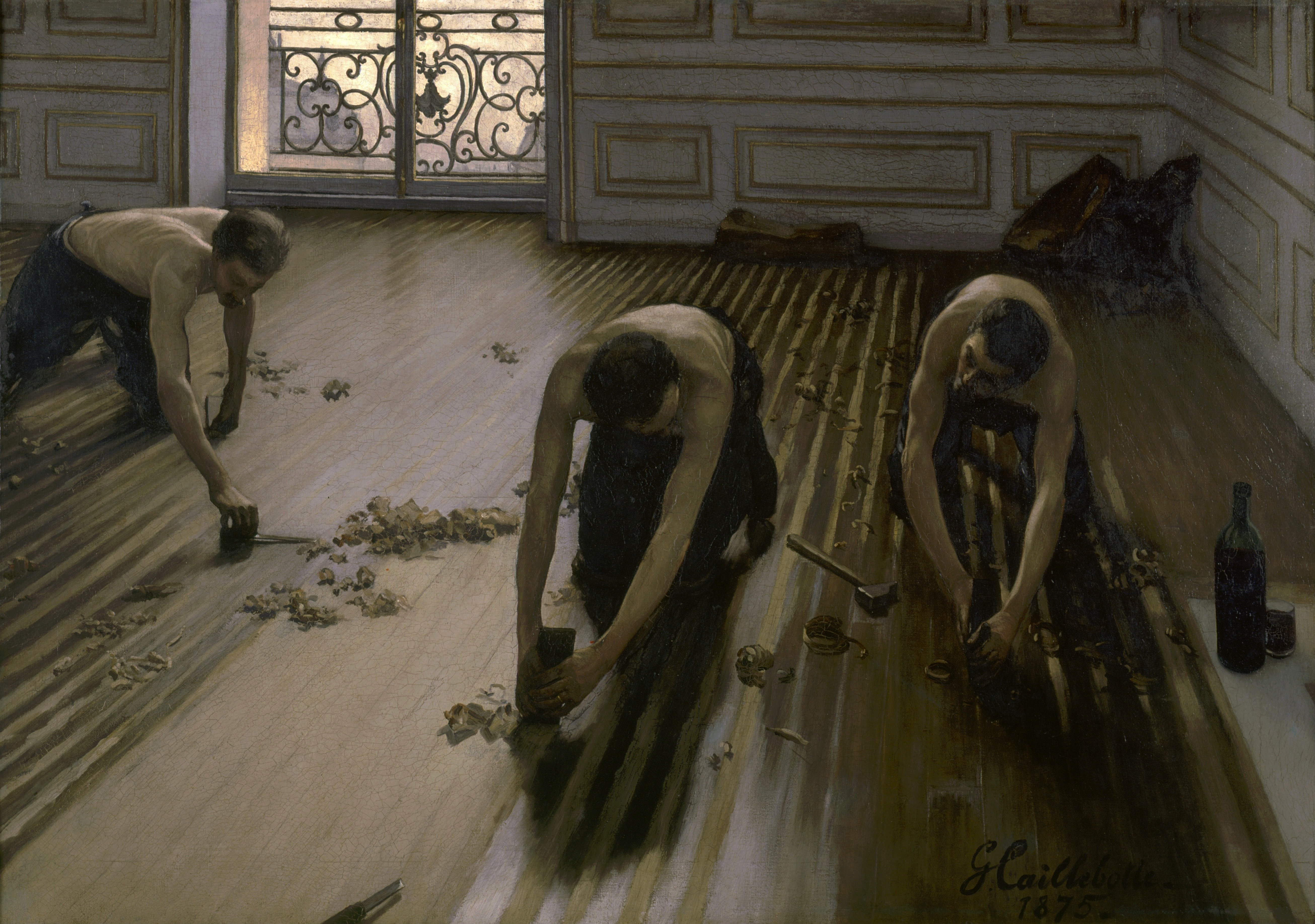
Im Gemälde Die Parkettabzieher (Les raboteurs de parquet) von Gustave Caillebotte, 1875, verwendet der mittlere Arbeiter eine Ziehklinge, um die tieferliegenden Flächen abzuziehen, die vom Hobel stehen gelassen wurden, den der rechte Arbeiter verwendet, um die aufgewölbten Stoßkanten der Dielen abzutragen.

## Ziehklingeneffekt
Als „Ziehklingeneffekt“ wird die Wirkungsweise einer Ziehklinge bezeichnet. So beruht auch die Wirkung von Stahlwolle (im Unterschied z. B. zu Schleifpapier) auf dem „Ziehklingeneffekt“: Bei der Herstellung erhält jede Faser der Stahlwolle einen scharfen Grat, der bei der Anwendung wie eine sehr feine Ziehklinge über die zu glättende, reinigende oder polierende Oberfläche gezogen wird.